# Tim Fahrenholz
Tim Fahrenholz (* 22. März 1994 in Darmstadt) ist ein deutscher Fußballspieler. Der offensive Mittelfeldspieler steht seit 2018 beim baden-württembergischen Regionalligisten FC-Astoria Walldorf unter Vertrag. 

## Karriere
Fahrenholz begann seine Karriere beim unterklassigen FC Ober-Ramstadt, bevor er in die Jugend des SV Darmstadt 98 wechselte. Von dessen U-17 wechselte er 2010 zur U-17 des 1. FSV Mainz 05, wo er in der Folge die weiteren Jugendmannschaften durchlief und am 18. Spieltag der Saison 2014/15 bei der 0:1-Niederlage gegen den Halleschen FC durch seine Einwechslung in der 83. Spielminute für Benedikt Saller sein Debüt im deutschen Profifußball gab. Ende dieser Saison wechselte Fahrenholz zur zweiten Mannschaft des Karlsruher SC, wo der offensive Mittelfeldspieler in der Oberliga regelmäßig zum Einsatz kommt. Am 13. März 2016, dem 26. Spieltag der Saison 2015/16, debütierte er für die erste Mannschaft, als er beim 0:0-Unentschieden gegen den 1. FC Heidenheim in der 60. Spielminute für Boubacar Barry eingewechselt wurde. Am 21. April 2016 unterzeichnete Fahrenholz einen bis 2018 datierten Profivertrag. Nachdem der KSC die zweite Mannschaft zum Ende der Saison 2017/18 abgemeldet hatte, Fahrenholz’ Vertrag ausgelaufen und er nicht in die erste Mannschaft übernommen worden war, schloss er sich im Juni 2018 dem Regionalligisten FC-Astoria Walldorf an. Dort gewann er fünf Jahre später den Badenpokal und spielte im DFB-Pokal 2023/24 in der 1. Runde gegen den 1. FC Union Berlin (0:4). 

## Erfolge
- Badischer Pokal: 2018, 2023

## Sonstiges
Sein Zwillingsbruder Marcel Fahrenholz spielte in seine Jugend ebenfalls für den SV Darmstadt 98 sowie Eintracht Frankfurt. Zuletzt war er 2019 in der USL League Two für North Carolina Fusion aktiv.